# 周炜良
周炜良（1911年10月1日—1995年8月10日），华裔数学家，集郵家。代数几何研究领域的主要代表人物之一。由他引入的周形式、周环及周坐标在圈内知名度很高。
周炜良20世纪30年代在德国学习，后回国在大学任职。他之后因为家庭原因离开学界，去管理家族企业。但因个人财富在第二次世界大战期间大量流失，他战后重新回归数学研究领域，并取得重要成就。他是世界级的华人数学家之一，但他取得的荣誉不能充分匹配他的学术成就。

## 生平
1911年10月1日，周炜良出生于上海的一个富裕家庭，原籍安徽至德（今东至）。他的父亲叫周美权（也就是周达）。周炜良在家中排行第3，是家中最小的孩子。
1924年，周炜良前往美国读书。1929年，周炜良进入芝加哥大学学习经济学。在芝加哥大读书时，他看了荷兰代数专家巴特尔·伦德特·范德瓦尔登写的名著《代数学》(Algebra)，并由此产生对数学的强烈兴趣。1931年，他获得学士学位。1932年10月，周炜良前往当时的世界数学中心德国哥廷根大学，但不巧赶上了哥廷根大学走向衰落的时期。于是他又于1933年夏天入读德国莱比锡大学，师从自己仰慕已久的范德瓦尔登研究代数几何。1934年，他在汉堡大学度假期间认识了后来的妻子玛尔葛特·维克托(Margot Victor)，还随数学家埃米尔·阿廷听课。1936年初，周炜良回到莱比锡，并获得莱比锡大学数学博士学位，并在德国和维克托结婚。数学家陈省身是他婚礼上邀请的唯一中国宾客。同年回国后，他担任南京中央大学数学系教授。
1937年，抗日战争爆发后，周炜良因家庭原因，不得已回到上海。周的岳父也因德国的动乱和种族迫害而丢了工作，几乎身无分文地回到上海。在之后的一段时间里，周炜良一直滞留于上海。
抗战胜利后，周炜良经陈省身劝说，于1947年3月赴美。同年，他来到美国普林斯顿大学，重返离开了10年的数学界。周炜良在普林斯顿向著名数学家所罗门·莱夫谢茨学习。在此期间里，他做出了许多开创性的工作。他于1949年起执教于美国约翰斯·霍普金斯大学，1955年起，他担任霍普金斯大学数学系主任，共11年。周炜良曾邀请日本数学家小平邦彦去那里当一年客座副教授。1952年，小平邦彦与周炜良证明出其上存在有两个代数独立的亚纯函数的Kähler曲面必为代数曲面。1959年，他入选中華民國中央研究院第3屆(數理科學組)院士。 
1977年，周炜良退休。1995年8月10日，他在美国去世。

## 研究成果
- 周環（也叫周氏环[5]、周炜良环[5]）
- 周簇
- 周坐標
- 周定理

这些以周炜良名字命名的数学名词常见于各种代数几何学的专著、教材及数学辞典。其中仅日本《岩波数学词典》中就收录达7个之多。

## 个人生活
周炜良淡泊名利，不喜欢社交。虽然身为中华民国中央研究院院士，但是长期不参加会议活动。
他与父亲周达都有集邮的爱好。

### 逸闻
周炜良曾经赵孟养的介绍，认识了中国数学家吴文俊。周炜良在研究风格上曾给吴文俊提出过中肯的意见，指出吴的做法不好、杀鸡不应用牛刀，这使吴对这一评价非常重视。

### 评价
- 华人数学家丘成桐：“他做出了开创性的工作，代数几何学中有许多成果以他的名字命名，他大部分著作将会永载史册。”[1]
- 美国数学家塞尔日·兰：“I was born into algebraic geometry in the immediate postwar period. This period was mostly characterized by the work of Chevalley, Chow, Weil (starting with his Foundations and his books on correspondences and abelian  varieties), and Zariski...”[11]
- 美国数学家彼得·拉克斯把周炜良列为最重要的移居美国的数学家之一。

### 引用
1. 1 2 3 4 5 6 7 8  丘成桐. . 中国光明日报. 2013年8月5日  [2018年8月27日]. （原始内容存档于2018年8月27日） （中文（中国大陆））. 参数|newspaper=与模板{{cite web}}不匹配（建议改用{{cite news}}或|website=） (帮助)
2. 1 2 3 4 5 6 7  陈省身; 王辉. . 高等数学研究. 2001  [2018-08-27]. （原始内容存档于2020-09-22） （中文（中国大陆））. 参数|journal=与模板{{cite web}}不匹配（建议改用{{cite journal}}或|website=） (帮助); |issue=被忽略 (帮助)
3. 1 2 3 4 5 6 7 8 9 10 11 12  胡作玄; 石赫.  (pdf). 中国科学院数学与系统科学研究院. 国家最高科学技术奖获奖人丛书 电子版 (中国北京中关村). 2002年11月: 16  [2018年8月27日]. （原始内容存档 (PDF)于2018年8月27日） （中文（中国大陆））.
4. ↑  . 中国教育在线; 新浪网新闻中心 (转载网站): 2. 2007年8月18日  [2018年8月27日]. （原始内容存档于2021年11月21日） （中文（中国大陆））.
5. 1 2 3  阎晨光; 邓明立. . 自然辩证法通讯. 2016年8月23日  [2018年8月27日]. （原始内容存档于2020年9月22日） （中文（中国大陆））. 参数|journal=与模板{{cite web}}不匹配（建议改用{{cite journal}}或|website=） (帮助)
6. 1 2 3  丘成桐. 卢小兵 , 编. . 科学时报: "A3 观察”版面. 2010年2月3日  [2018年8月27日]. （原始内容存档于2020年9月22日） （中文（中国大陆））. 参数|journal=与模板{{cite web}}不匹配（建议改用{{cite journal}}或|website=） (帮助)
7. 1 2 3 4 5 6 7 8 9 10 11 12  见张奠宙 2003。
8. 1 2  颜一清. . 数学传播. 2001  [2018年8月27日]. （原始内容存档于2020年9月22日） （中文（中国大陆））. 参数|journal=与模板{{cite web}}不匹配（建议改用{{cite journal}}或|website=） (帮助); |volume=被忽略 (帮助); |issue=被忽略 (帮助)
9. ↑  . 台湾中央研究院. （原始内容存档于2016-11-02） （中文（臺灣））.
10. ↑  林开亮.  (PDF). 中国科学院数学与系统科学研究院: 2. 2017年5月8日  [2018年8月27日]. （原始内容 (pdf)存档于2018年8月27日） （中文（中国大陆））.
11. ↑  Stephen Wilson (Organizer); S. S. Chern; Shreeram S. Abhyankar（英语：Shreeram S. Abhyankar）; Serge Lang; Jun-ichi Igusa.  (pdf). Notices Of The AMS (American Mathematical Society). 1996年10月: 1117–1124  [2018-08-27]. （原始内容存档 (PDF)于2022-03-05） （英语）.

### 延伸阅读
- 张奠宙. . 吴文俊 (主编)  (编). . 北京: 科学出版社. 2003. ISBN 9787030045225 （中文（中国大陆））.

## 外部連結
- 周炜良在數學譜系計畫的資料。
- 約翰·J·奧康納; 埃德蒙·F·羅伯遜, ,  （英语）